# Friedrich Busack

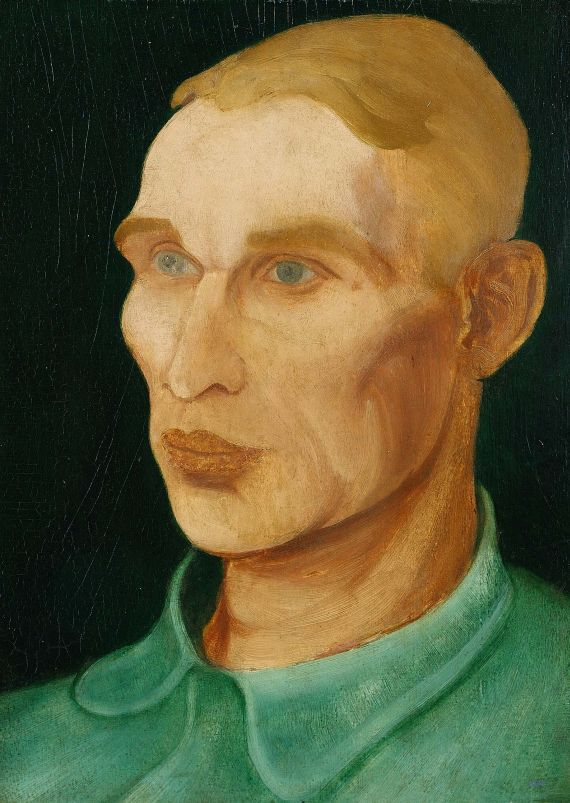
Selbstbildnis, Öl auf Malpappe, Ende der 1920er Jahre verso handschriftlich „BUSACK“ bezeichnet, 42,5 × 31 cm

Friedrich Franz Ludwig Heinrich „Fritz“ Busack (* 3. Januar 1899 in Hannover; † 5. Januar 1933 ebenda) war ein deutscher Maler, Vertreter der Hannoverschen Sezession und der Neuen Sachlichkeit.

## Leben und Wirken
Geboren zur Zeit des Deutschen Kaiserreichs als Sohn eines Schriftsetzers, verbrachte Fritz Busack seine Kindheit und Jugend im Haus Engelbosteler Damm 21 (heute: Hausnummer 40).
Nach dem Ersten Weltkrieg nahm er schon 1918 als Jugendlicher an der ersten Ausstellung der Hannoverschen Sezession in den Räumen der Kestner-Gesellschaft teil, obwohl er erst ab 1919 die örtliche Kunstgewerbeschule besuchte. Als Schüler des dort tätigen Bildhauers Ludwig Vierthaler und des Malers Fritz Burger-Mühlfeld macht Busack in der Grafikklasse Bekanntschaft mit Künstlern wie Grethe Jürgens, Gerta Overbeck-Schenk, Ernst Thoms und Erich Wegner und bekannte sich früh dem Geist der Neuen Sachlichkeit. Diese „Kunstrichtung der 1920er Jahre, die thematisch eng mit der Gesellschaft der Weimarer Republik verbunden war, [...] hatte ein großes Interesse an der Lebenswirklichkeit der Menschen in der Stadt und an den kleinen Dingen des Alltags. Sie war einer Typologie auf der Spur, mit deren Hilfe gesellschaftliche Verhältnisse, politische und wirtschaftliche Zusammenhänge ebenso sichtbar wurden wie die Topografie der wachsenden Industriestädte.“

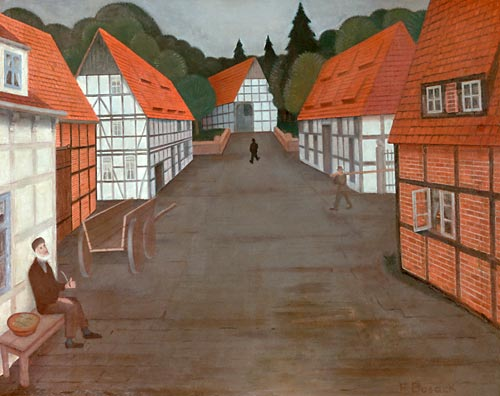
Eine noch nicht näher verortete „Abendliche Dorfstraße“, 1925 in der Herbstausstellung des Kunstvereins Hannover ausgestellt

Busacks Arbeiten wie Ölgemälde, Aquarelle, Porträt-Zeichnungen, Selbstbildnisse sowie Motive aus Hannover und der weiteren Umgebung der Stadt wurden in den frühen Sezessionsausstellungen und ab 1925 auch in den Herbstausstellungen des Kunstvereins Hannover gezeigt. Zu dem dort damals gezeigten Werk „Abendliche Dorfstraße“, ein noch nicht näher bestimmter Ort wohl aus der (heutigen) Region Hannover, schrieb Hartmut Klauss:

„Gebäude und Figuren sind in einer altmeisterlichen Schichtenmalerei statisch ins Bild komponiert worden; das Licht, gleichmäßig verteilt, scheint aus einem imaginären Raum zu kommen. Diese Eigenarten führen zu einer ganz eigenen Bildmagie, die den besonderen Reiz dieser seltenen Gemälde aus dem schmalen Oeuvre von Friedrich Busack bestimmen.“

Gemeinsam mit Werken von zwanzig anderen Künstlern waren Arbeiten Busacks 1929 auf einer Ausstellung der deutschen "Neuen Sachlichkeit" in Amsterdam vertreten.
Zwei Tage nach seinem 34. Geburtstag starb Friedrich Busack 1933 an den Folgen einer Tuberkulose-Erkrankung.

## Werke
Ein Großteil der Arbeiten Friedrich Busacks finden sich heute im Sprengel Museum Hannover sowie im Besitz  der Niedersächsischen Sparkassenstiftung.

## Ehrungen
- 2003 wurde eine Straße im hannoverschen Stadtteil List nach Friedrich Busack benannt.[6]